# 深坑子 (新北市)
深坑子，原寫為深坑仔，是中華民國新北市深坑區的一個傳統地域名稱，也是全區行政中心所在地，位於該區中部，範圍大致為賴仲里西南部、埔新里、深坑里、昇高里西北端凸出部分。

## 歷史
台灣清治末期，深坑子地區為一街庄，稱為「深坑仔庄」，隸屬於文山堡。該庄東北與土庫庄為鄰，東南與烏月庄為鄰，南邊為阿柔坑庄，西邊及西北邊為萬順藔庄。
1901年（日治明治三十四年）11月，該庄隸屬於深坑廳，編入第八區。1903年（明治三十六年）4月，第八區拆出土庫庄的土庫土名，其餘街庄與第七區的陂內坑庄合併為「深坑區」，該庄屬之。1920年（大正九年），該庄改制並雅化為「深坑子」大字，隸屬於臺北州文山郡深坑庄，大字下有「深坑」、「深坑子」、「半山」、「草地頭」、「麻竹寮」、「新埤內」小字名。
第二次世界大戰後深坑庄改制為深坑鄉，隸屬於臺北縣，大字亦改制為村。2010年（民國99年）12月，臺北縣升格為新北市，深坑鄉改制為深坑區，村改制為里。

## 交通
市道106號是連絡林口、瑞芳的道路，大致以橫向穿越深坑子地區中部。由該道路往東可前往平溪、瑞芳等地，往西可前往木柵、中和、板橋、新莊、林口等地。市道106乙線是其支線，也是連絡木柵、坪林的道路，經過本地區南部並與主線大致平行，由該道路往西可前往木柵，往東轉南可前往坪林接省道台9線。
市道109號是連絡深坑、南港的道路，南側端點位於本地區東部市道106號交會口處。

## 學校
- 深坑國中
- 深坑國小

## 景點
- 深坑老街
- 深坑黃氏興順居

## 機關
- 深坑區公所